# Манд (река)
Манд (Руде-Манд, Мунд, перс. رود مند‎), в верхнем течении Караага́дж (Рудханейе-Караагадж, Рудханейе-Карагадж, перс. قره‌آغاج‎) — река в Иране. Берёт исток в горах Загрос, к северо-востоку от Казеруна, к северо-западу от Шираза, в остане (провинции) Фарс. Течёт сначала по шахрестанам Мамасани, Кевар и Хафр в юго-восточном направлении. У городов Бабанар и Хане-Кахдан в Хафре, западнее Феса круто поворачивает на запад, а затем снова круто на юг. Западнее Джехрома, у города Кир принимает левый приток Рудханейе-Шур, ниже на реке построена плотина Салман-Фарси, названная в честь Салмана аль-Фариси. У деревни Меккуйе, к северо-западу от Хонджа снова делает крутой поворот, образуя огромную петлю, посредине которой находится город Фирузабад, и течёт на запад. Далее называется Рудханейе-Баз. Принимает правый приток Рудханейе-Шур и левые притоки Курдех (Рудханейе-Фивие), Эламерведешт и Рудханейе-Баган. Далее называется Манд. Впадает в Персидский залив Индийского океана в прибрежном шахрестане Дешти остана (провинции) Бушир, к югу от Хормуджа. Длина реки 685 км.

## Плотина Банде-Бахман
В классических источниках река называлась Закан (Аб-и Закан, перс. سکّان‎). Имела наибольшее значение для орошения из всех рек Фарса, существовали речные каналы, в районе Кевара — плотина и запруда. 
Крупная античная плотина Банде-Бахман на реке Караагадж находится примерно в 60 км к югу от Шираза. В географическом труде «Нузхат ал-кулуб» («Услада сердец») Мостоуфи (ум. ок. 1350) сообщает: «Бахман ибн Исфандияр построил плотину на этой реке, чтобы поднять её воды для орошения деревень Кевара.» Наиболее подробное описание Банде-Бахман содержится в сочинении «Асар-и Аджам», которое Фурсат Ширази написал по велению губернатора Фарса Хусайн-Кули-хана Низам ас-Салтане в 1893–1896 годах, где плотина помещается «в девяти фарсаках к югу от Шираза и в одном фарсаке к западу от деревни Кевар» и указывается её длина как «двадцать пять заров», а её ширина — «3 1/2 зара». Также согласно этому описанию, «высота плотины колеблется от четырех до пяти заров из-за ремонтов, произведенных на ней в течение многих лет <…> но река за плотиной всего около одного зара глубиной. В середине плотины есть шлюз с двумя воротами <…> За плотиной прорыты два речных канала, один старый, другой новый, для орошения возделываемых земель Кевара. Гора позади плотины известна как Кухе-Бахман, а в полуфарсаке к юго-западу, в перевале, есть насыпь камней, в которой, как говорят, похоронен Бахман». Неизвестно, когда был построен Банде-Бахман, но одно только название предполагает, что он очень древний, возможно, возник во времена государства Ахеменидов. Как бы то ни было, постройка плотины, безусловно, доисламская. Она до сих пор используется, снабжая водой сельскохозяйственные угодья шахрестана Кевар.

## Охраняемая природная территория Манд
В 1976 году создана охраняемая природная территория Манд (перс. منطقه حفاظت‌شده مند‎) в бахше Бордхун шахрестана Дейер, в которую входит устье реки Манд, прилегающие водно-болотные угодья к югу от реки на побережье Персидского залива до деревни Моле-Гензе, к западу от шоссе Бушир — Бордхун — Дейер.
В 2007 году в южной части создан Национальный морской парк Нехилу.
В территорию входят острова Джабрин (Тахмаду), Омм-оль-Керем, Нехилу, Шейх-Кераме, а также риф Рас-оль-Мотаф.